# Mitzach
Mitzach ist eine französische Gemeinde mit 377 Einwohnern (Stand 1. Januar 2022) im Département Haut-Rhin in der Region Grand Est (bis 2015 Elsass). Sie gehört zum Arrondissement Thann-Guebwiller, zum Kanton Cernay und zum Kommunalverband Vallée de Saint-Amarin.

## Geografie
Die Gemeinde Mitzach liegt in einem Seitental der Thur in den Vogesen auf einer Höhe von 410 bis 1050 Metern über dem Meer.

## Geschichte
Bis zur Französischen Revolution gehörte der Ort zum Amt Sankt Amarin (Vogtei Sankt Amarin) der Fürstabtei Murbach. Von 1871 bis zum Ende des Ersten Weltkrieges gehörte Mitzach als Teil des Reichslandes Elsaß-Lothringen zum Deutschen Reich und war dem Kreis Thann im Bezirk Oberelsaß zugeordnet.

## Bevölkerungsentwicklung
| Jahr      | 1910 | 1962 | 1968 | 1975 | 1982 | 1990 | 1999 | 2007 | 2017 |
| Einwohner | 485  | 423  | 431  | 402  | 360  | 378  | 420  | 416  | 390  |

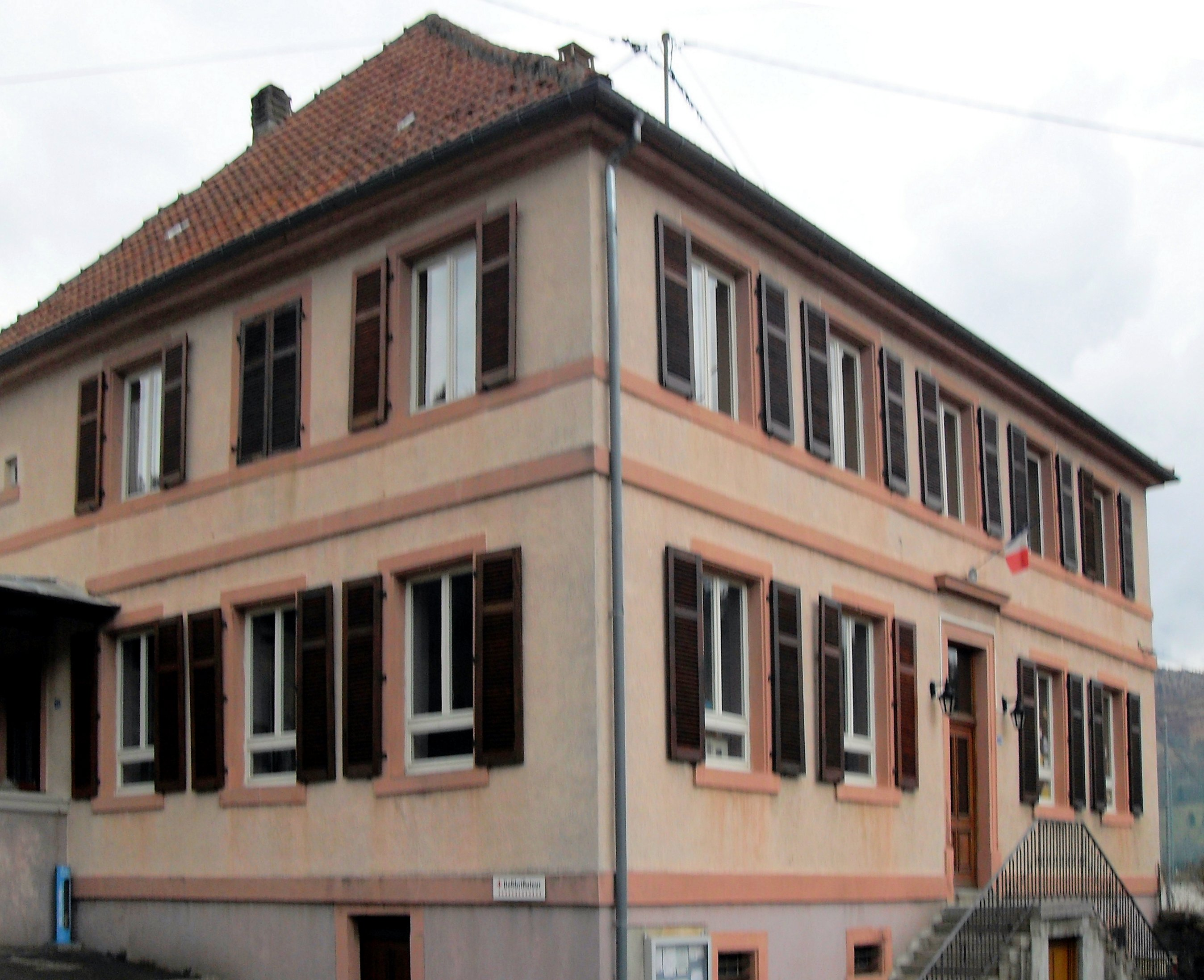
Mairie Mitzach
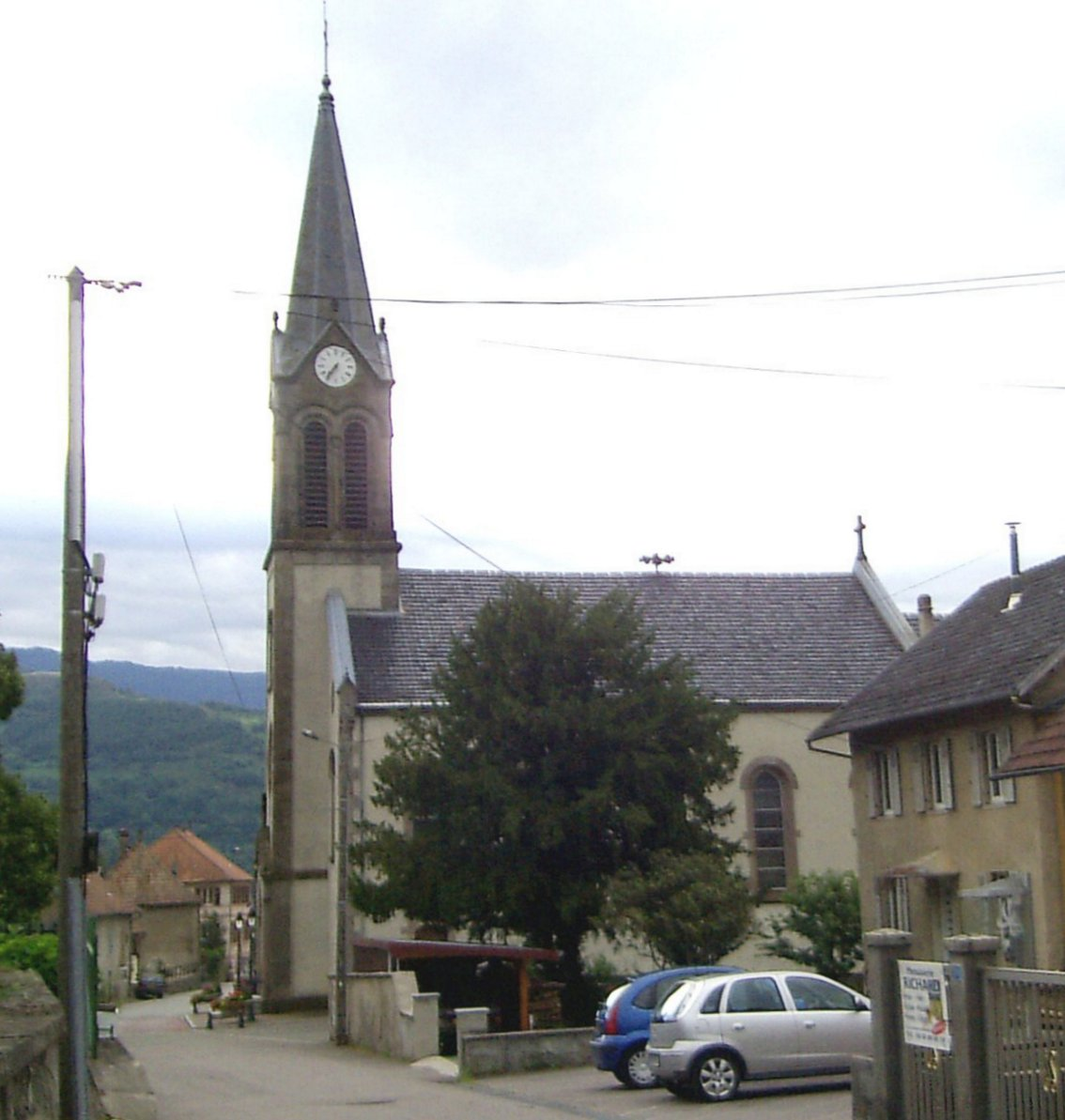
Kirche Saint-Dominique